# Liste der Monuments historiques in Maizières-lès-Vic
Die Liste der Monuments historiques in Maizières-lès-Vic führt die Monuments historiques in der französischen Gemeinde Maizières-lès-Vic auf.

## Liste der Bauwerke
| Bezeichnung | Beschreibung                  | Standort                    | Kennzeichnung | Schutzstatus   | Datum     | Bild           |
| ----------- | ----------------------------- | --------------------------- | ------------- | -------------- | --------- | -------------- |
| Synagoge    | zwischen 1868 und 1872 erbaut | Ruelle de Hellocourt (Lage) | PA57000033    | Classé Inscrit | 2009 2012 | weitere Bilder |

## Liste der Objekte
| Bezeichnung                      | Beschreibung                                                                             | Standort                       | Kennzeichnung | Schutzstatus | Datum | Bild |
| -------------------------------- | ---------------------------------------------------------------------------------------- | ------------------------------ | ------------- | ------------ | ----- | ---- |
| Wandvertäfelung und Beichtstühle | im Schiff; Eichenholz, 18. und 19. Jahrhundert                                           | in der Kirche St-Michel (Lage) | PM57000883    | Inscrit      | 2002  |      |
| Abdeckung des Taufbeckens        | Eichenholz, 1738                                                                         | in der Kirche St-Michel (Lage) | PM57000884    | Inscrit      | 2002  |      |
| Marienaltar                      | linker Seitenaltar; Eichenholz, farbig gefasst und vergoldet, Mitte des 18. Jahrhunderts | in der Kirche St-Michel (Lage) | PM57000885    | Inscrit      | 2002  |      |
| Wandvertäfelung und Chorgestühl  | Eichenholz, teilweise vergoldet, 1736/37 und 1830                                        | in der Kirche St-Michel (Lage) | PM57000882    | Inscrit      | 2002  |      |
| 76 Kirchenbänke                  | Eichenholz, 1759                                                                         | in der Kirche St-Michel (Lage) | PM57000888    | Inscrit      | 2002  |      |
| Kelch (1)                        | Silber, vergoldet, zwischen 1765 und 1767 von Georg Ignatius Baur angefertigt            | in der Kirche St-Michel (Lage) | PM57000681    | Classé       | 2003  |      |
| Kelch (2)                        | Silber, vergoldet, 1877 von Louis Guillat angefertigt                                    | in der Kirche St-Michel (Lage) | PM57000889    | Inscrit      | 2002  |      |
| Antoniusaltar                    | rechter Seitenaltar; Holz, farbig gefasst und vergoldet, Mitte des 18. Jahrhunderts      | in der Kirche St-Michel (Lage) | PM57000886    | Inscrit      | 2002  |      |
| Kanzel                           | Eichenholz, 18. Jahrhundert                                                              | in der Kirche St-Michel (Lage) | PM57000887    | Inscrit      | 2002  |      |